# 沃伊尼克市鎮

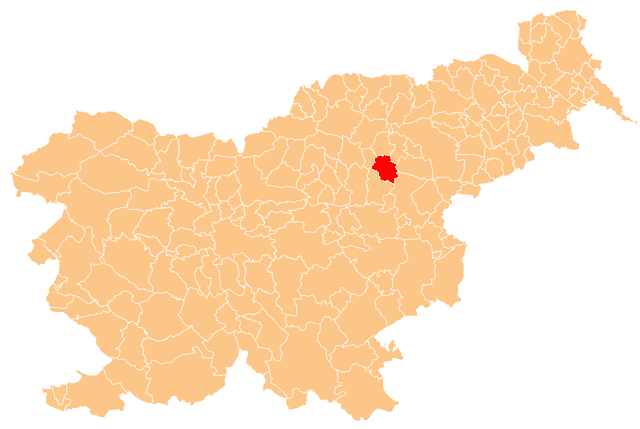
沃伊尼克市鎮於斯洛維尼亞的位置

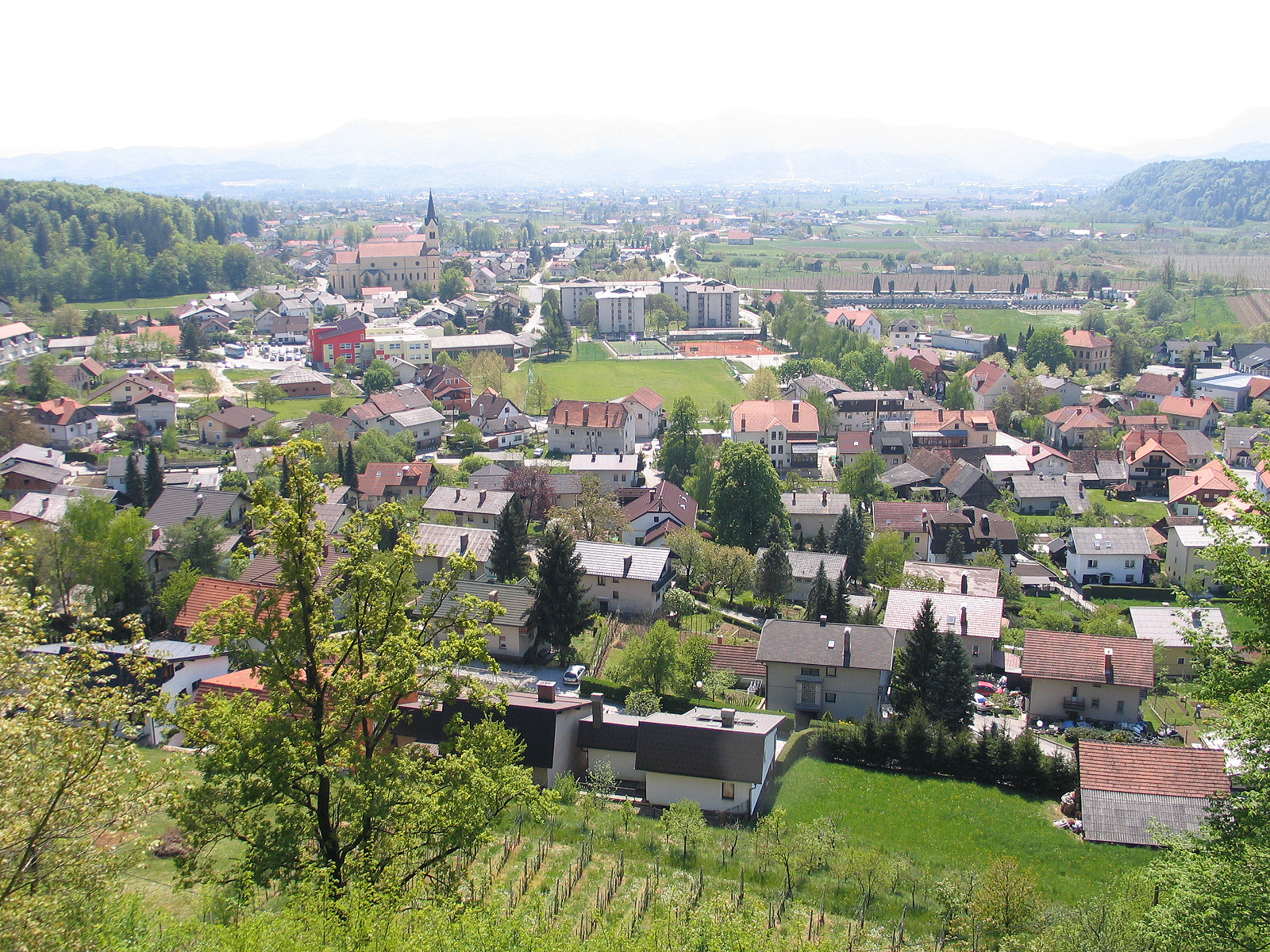
沃伊尼克

沃伊尼克市鎮是斯洛文尼亞中部的一個市镇，行政中心為沃伊尼克。市镇面積为75.3平方公里，2002年人口7825。人口密度約100人/km2。

## 外部連結
- 官方网站  （斯洛文尼亚文）
- Municipality of Vojnik on Geopedia （页面存档备份，存于）